# استان شیلند
شیلند (به دانمارکی: Sjælland) یکی از استان‌های دانمارک است و در بخش جنوبی جزیرهٔ شیلند قرار دارد.

## جغرافیا
استان شیلند ۷٬۲۳۷ کیلومتر مربع مساحت، ۸۱۹٬۴۲۷ نفر جمعیت دارد و در هر کیلومتر مربع، ۱۱۲٫۷ نفر زندگی می‌کنند.
مرکز آن شهر سورو (Sorø) است.